# Tomás Martínez (football)
Tomás Martínez est un footballeur argentin né le 7 mars 1995 à Beccar à Buenos Aires. Il joue au poste de milieu offensif.

## Biographie

### En club
Avec le club de River Plate, il remporte le Championnat d'Argentine en 2014 et la Copa Sudamericana la même année.
Le 2 juillet 2016, il signe pour cinq ans au Portugal, à Braga.

### En équipe nationale
Avec la sélection argentine, il participe au Championnat des moins de 20 ans de la CONMEBOL en 2015. Lors de la compétition, il inscrit un but face à l'Équateur.
Il joue ensuite la Coupe du monde des moins de 20 ans 2015 organisée en Nouvelle-Zélande. Lors de la compétition, il joue trois matchs : contre le Panama, le Ghana, et enfin l'Autriche.

## Palmarès

### En sélection
- Vainqueur du Championnat des moins de 20 ans de la CONMEBOL en 2015

### En club
- Champion d'Argentine en 2014 (Tournoi Final)
- Vainqueur de la Copa Sudamericana en 2014
- Coupe de la Ligue portugaise (1) Finaliste : 2017 avec le SC Braga